# Baudenbach
Baudenbach – gmina targowa w Niemczech, w kraju związkowym Bawaria, w rejencji Środkowa Frankonia, w regionie Westmittelfranken, w powiecie Neustadt an der Aisch-Bad Windsheim, wchodzi w skład wspólnoty administracyjnej Diespeck. Leży w Steigerwaldzie, około 7 km na północny zachód od Neustadt an der Aisch, nad rzeką Laimbach, przy drodze B8.

## Dzielnice
W skład gminy wchodzą następujące dzielnice:
- Hambühl
- Roßbach
- Mönchsberg
- Frankenfeld

## Polityka
Rada gminy składa się z 12 członków:
|      | CSU | Wolni Wyborcy | Wspólnota Wyborców Hambühl | Razem     |
| 2002 | 6   | 2             | 4                          | 12 miejsc |